# BMW 337
Der BMW 337 war ein zwischen 1938 und 1941 entwickelter Personenwagen der Bayerischen Motoren Werke AG (BMW). Es war das größte, jemals für die Serienproduktion vorgesehene BMW-Modell aus dem Automobilwerk Eisenach.
Geplant war eine viertürige Pullman-Limousine der Luxus- bzw. Oberklasse mit fortschrittlichem Karosserie-Design, Fließheck, elegant einmodellierten Kotflügeln und 3,5-Liter-Sechszylinder-Reihenmotor (Link zum Bild:). Auch andere Karosserievarianten waren vorgesehen. Wegen des Zweiten Weltkriegs konnte BMW die geplante Serienfertigung nicht mehr aufnehmen. Zu Erprobungszwecken entstand 1940 lediglich ein fahrbereites Vorserien-Chassis.

## Hintergrund
In den 1930er-Jahren hatte sich BMW schrittweise in immer höhere Fahrzeugklassen gewagt. So baute man ab 1936 den BMW 326, der einen 2,0-Liter-Sechszylinder-Reihenmotor und erstmals serienmäßig eine geräumige vier-, statt zweitürige Limousinenkarosserie erhielt. Der BMW 335, vorgestellt 1938 und in Serie gebaut ab 1939, besaß den neu konstruierten 3,5-Liter-Sechszylinder-Reihenmotor mit 66 kW / 90 PS, gleichfalls mit viertüriger Limousinenkarosserie von Ambi-Budd in Berlin oder einem Cabrioletaufbau (zwei- oder viertürig) von Autenrieth. Der 335 war aus Zeit- und Kostengründen jedoch ein Kompromiss: Der neue Motor wurde mit einem verlängerten, angepassten Fahrgestell des 326 kombiniert. Auch die Fahrgastzellen waren weitgehend baugleich, lediglich der Vorbau des 335 wegen des größeren Motors verlängert.
Mit dem nochmals größeren und moderner karossierten 337 wollte sich BMW in den 1940er-Jahren endgültig in der Ober- bzw. Luxusklasse etablieren und gegen Konkurrenten wie den Audi 920 (3,3-l-Sechszylinder, Radstand 3100 mm), den Horch 930 V (3,8-l-V8, Radstand 3200 mm) oder den Mercedes-Benz Typ 320 (3,4-l-Sechszylinder, Radstand 3300 mm) antreten.

## Entstehungsgeschichte
Die BMW-Abteilung „Künstlerische Gestaltung“, zuständig für das damalige BMW-Design, erarbeitete 1938 bis 1941 verschiedene Karosserievarianten für den geplanten Oberklasse-BMW 337. Die Leitung hatte Wilhelm Meyerhuber. Die Planungen umfassten neben einer Pullman-Limousine auch eine normale Limousine, ein Cabriolet sowie ein Coupé.
Bei der Karosseriegestaltung flossen Erfahrungen mit anderen Modellen ein: den Versuchswagen BMW K1 (1938/39) und BMW K4 (1939/40), jeweils entstanden auf Basis des BMW 335, der Rennsport-Limousine auf Basis des sportlichen BMW 328, entwickelt für die Mille Miglia 1940, sowie dem BMW 332, dem für 1940 geplanten Nachfolger des BMW 326.
Realisiert wurde 1940 lediglich ein einzelnes fahrfähiges Vorserien-Chassis. Dieses war für Professor Wunibald Kamm und sein Forschungsinstitut für Kraftfahrwesen und Fahrzeugmotoren (FKFS) in Stuttgart vorgesehen, um hierauf nach den Versuchswagen K1 und K4 einen weiteren Kamm-Wagen mit Stromlinienkarosserie aufzubauen. Die für die Serienfertigung ab 1941 bestimmten Karosserieentwürfe waren hingegen weniger futuristisch, sondern modern, sportlich-elegant mit deutlichen Anklängen an das zeitgenössische amerikanische Design.
Die Serienfertigung wurde nicht mehr aufgenommen, nachdem die Auswirkungen des Zweiten Weltkriegs immer intensiver geworden waren. Ohne diesen Einschnitt hätte BMW mit dem 337 womöglich schon vor 1945 den Anschluss an die damaligen Edelmarken Audi, Horch und Mercedes-Benz geschafft.

## Typologie
Der BMW 337 trug wie alle neuen, zur Serienproduktion vorgesehenen BMW-Pkw der Vorkriegszeit ab 1933, beginnend mit dem Modell 303 (1933–1934), eine Modellbezeichnung mit drei Ziffern und einer „3“ am Anfang. Kein Zusammenhang besteht mit der erst 1975 eingeführten Bezeichnung BMW-3er-Reihe für relativ kompakte, sportliche BMW-Modelle der Mittelklasse. Die Modellbezeichnung lässt auch keinen Rückschluss auf den Hubraum zu, wie es bei der aktuellen Typologie lange Zeit möglich war.
Nicht zu verwechseln ist das BMW-Modell 337 mit dem BMW-Motor 337 bzw. 337/1; Letztere bezeichnen den Sechszylinder-Reihenmotor mit 2,0-Liter Hubraum, wie er in den 1950er-Jahren im BMW 501 sowie als Industrie- und Einbaumotor eingesetzt wurde.

## Einzelheiten zum Fahrzeugmodell

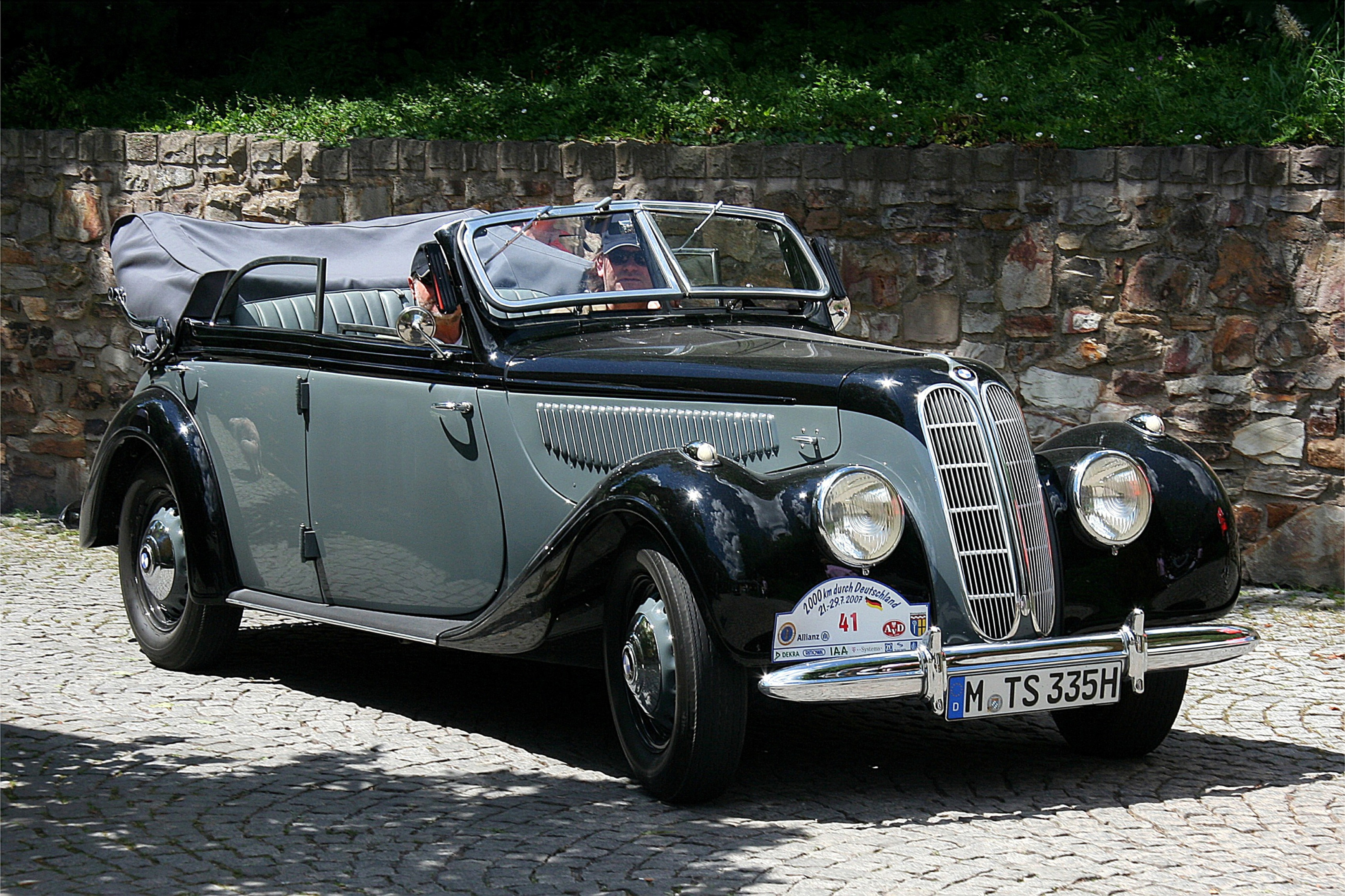
Der BMW 335 (hier viertüriges Cabriolet), die Basis für den geplanten größeren BMW 337

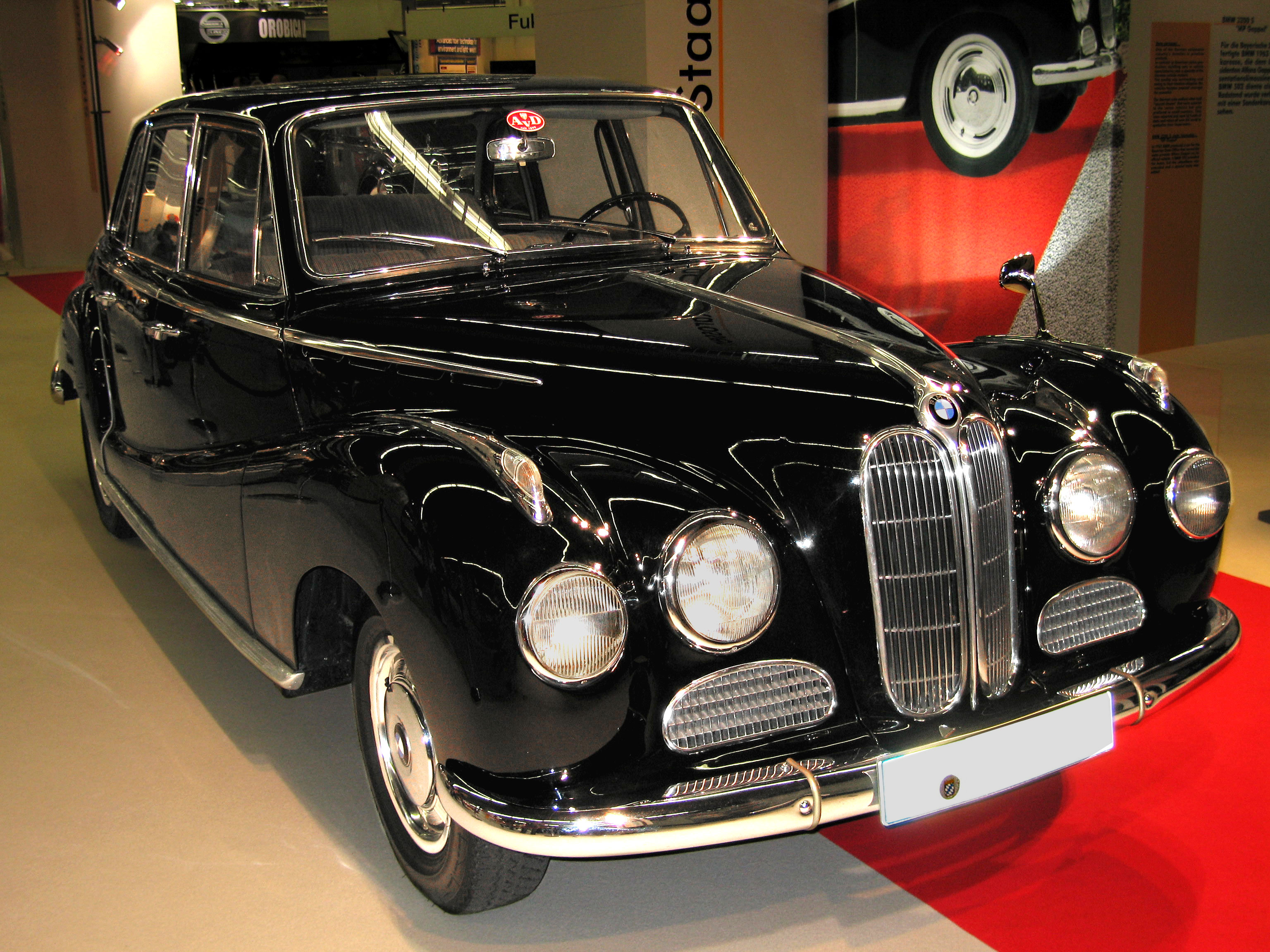
Der BMW 3200 S, hier als Repräsentationslimousine, ein Einzelstück von 1963 mit erhöhtem Dach, verlängertem Heck, vorn angeschlagenen Türen und modifizierter Front – als Pullman-Limousine ein geistiger Nachfahre des für 1941 geplanten BMW 337

### Karosserie und Ausstattung
Für den 337 war ein neues Karosseriedesign vorgesehen, dass sich – ähnlich wie beim 332 – deutlich von der bis dahin typischen BMW-Linienführung unterschieden hätte. Es wäre moderner, sportlich-elegant ausgefallen, im Gegensatz zum 332 jedoch noch mit angedeuteten geschwungenen Kotflügeln statt einer reinen Pontonkarosserie. Merkmale waren die elegant in die Front eingearbeiteten, relativ nahe beieinander stehenden Scheinwerfer, die gegenüber dem 335 deutlich rundere Front (zum Teil ohne die markentypische BMW-Niere) und große Fensterflächen mit geteilter Windschutzscheibe. In der Seitenlinie fielen bei der Limousine das Fließheck, das große dritte Seitenfenster, die vollständig abgedeckten Hinterräder sowie – ähnlich wie beim 332 – eine markante Chrom-Zierleiste an der Karosserieunterkante auf (durchgehend von der Hinterkante des vorderen Radausschnitts bis zum Heck).
Mit dem 337 ließen sich bei BMW erstmals Einflüsse des amerikanischen Automobildesigns erkennen, so dem Chrysler Airflow, dem Lincoln Zephyr oder den frühen Mercury der Vorkriegszeit, die mit ihrer abgerundeten Form wiederum vom deutschen Aerodynamik-Pionier Paul Jaray beeinflusst waren.
Bei der Anordnung der Türen der 337-Limousine griff BMW auf das erprobte Prinzip der Modelle 326 und 335 zurück, also hinten angeschlagene Vordertüren (sogenannte „Selbstmördertüren“) und vorne angeschlagene Hintertüren. Die Türen waren also gegenläufig jeweils an der B-Säule angeschlagen.

### Chassis und Fahrwerk
Der 337 besaß das verstärkte Chassis und Fahrwerk des 335, dessen Radstand um 136 Millimeter auf 3120 Millimeter verlängert wurde. Das Fahrgestell des 335 beruhte seinerseits auf dem des 326. Dessen Radstand war für den 335 schon um 234 Millimeter auf 2984 Millimeter verlängert worden. Der 337 hatte somit einen Tiefbett-Kastenrahmen mit einer Vorderradaufhängung aus oberen Querlenkern sowie einer Querfeder unten und einer Spurweite von 1306 Millimeter. Hinten hatte der 337 eine Starrachse an einem Dreieckslenker oben und an den über kurze Pleuel angelenkten Traghebeln der zwei Längsdrehstabfedern unten. Die Spurweite hinten war 1404 Millimeter. Sie galt als komfortabler, jedoch weniger sportlich als die Starrachse mit halbelliptischen Blattfedern des 327 und 328, was dem Anspruch des 337 als Oberklassefahrzeug besser entsprach. Er hatte eine Zahnstangenlenkung sowie hydraulisch betätigte Innenbacken-Trommelbremsen an allen vier Rädern mit seilzugbetätigter Handbremse auf die Hinterräder.

### Motor und Getriebe
Der 337 sollte den neu konstruierten Motor des 335 erhalten, also den wassergekühlten Sechszylinder-Viertakt-Reihenmotor mit 3485 cm³ Hubraum und langhubiger Auslegung (Bohrung 82 Millimeter, Hub 110 Millimeter). Er verfügte – wie schon die kleinere 2,0-Liter-Ausführung – über eine nur vierfach gelagerte Kurbelwelle sowie eine seitliche Nockenwelle mit hängenden Ventilen (OHV-Ventilsteuerung), die über Stoßstangen und Kipphebel betätigt wurden. Im Unterschied zu der 2,0-Liter-Version wurde die Nockenwelle der 3,5-Liter-Version nicht mittels Duplex-Kette, sondern per Novotex-Stirnrädern angetrieben. Bei einer Verdichtung von 1:5,8 leistete das mit zwei Doppel-Registervergasern bestückte Triebwerk 66 kW / 90 PS bei 3500 Umdrehungen pro Minute. Die Kraftübertragung erfolgte in gewohnter Weise per Einscheibentrockenkupplung auf ein handgeschaltetes Viergang-Getriebe mit Hinterradantrieb.

## Einfluss auf Folgemodelle
Das einzige Vorserien-Chassis des BMW 337 gilt seit dem Zweiten Weltkrieg als verschollen.
Einzelne Designmerkmale des geplanten BMW 337 wie die markante Frontgestaltung im Bereich der Scheinwerfer und dem Übergang zur Motorhaube fanden sich in den 1950er-Jahren bei dem BMW 501/502 wieder, ferner auch das Prinzip der einmodellierten Kotflügel vorne und hinten.
Die Idee einer Pullman-Limousine griff BMW in den 1950er und ’60er-Jahren noch zweimal auf: Zum einen 1955 mit dem nur zweimal gebauten BMW 505, einem Prototyp auf Basis des 502, sowie zum anderen einem Einzelstück aus dem Jahr 1963, einer Repräsentationslimousine auf Basis des BMW 3200 S für den bayerischen Ministerpräsidenten Goppel.
Bis heute (Stand: Februar 2010) sind keine Bemühungen von BMW bekannt geworden, einen Nachbau des 337 anfertigen zu lassen, wie dies beispielsweise bei einzelnen prestigeträchtigen 328-Rennsportversionen geschah.